# Young Lords

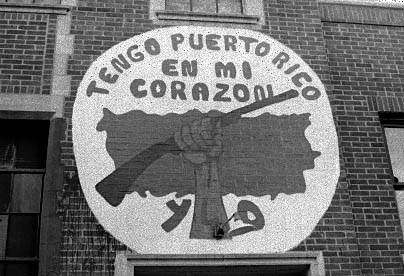
Young Lords märke på en vägg, 27 december 2003.

Young Lords, också känd som Young Lords Organization (YLO) eller Young Lords Party (YLP), var ett gatugäng som grundades i Chicago 1960, och som växte till en organisation som arbetade för medborgerliga och mänskliga rättigheter.
Gruppen arbetade för bättre levnadsvillkor för människor med ursprung i Puerto Rico, för latinos och människor i koloniserade områden. De organiserade bland annat utbildning, arbetsinsatser, samhällsprogram, och genomförde ockupationer och andra direkta konfrontationer. Gruppens första aktion genomfördes i juli 1969, med målet att tvinga staden att förbättra avfallshanteringen i östra Harlem.
Young Lords blev måltavlor för FBI:s Cointelpro-program.
Kända medlemmar var bland andra Jose Cha Cha Jimenez, Richie Pérez, Juan González, Felipe Luciano, Denise Oliver-Velez och Pilar Romero. 